# Reinado Nacional del Café 2004
El Reinado Nacional del Café realizó su 22.a edición el 4 de julio de 2004 en Calarcá, Quindío. En la velada de elección y coronación, la Reina Nacional del Café 2003, Adriana Salgado Gasca, entregó la corona a su sucesora, la Señorita Antioquia, Karina Carvalho Bedoya.
Karina representó a Colombia en el Reinado Internacional del Café 2005, realizado en Manizales, Caldas, clasificando como Tercera Princesa.

## Resultados
| Título                          | Candidata                                          |
| ------------------------------- | -------------------------------------------------- |
| Reina Nacional del Café 2004    | - Karina Carvalho Bedoya Señorita Antioquia        |
| Virreina Nacional del Café 2004 | - Jenny Carolina Bernal Amorocho Señorita Quindío  |
| Primera Princesa                | - Milena López Cardona Señorita Caldas             |
| Segunda Princesa                | - Pilar Andrea Bustos Gaitán Señorita Cundinamarca |
| Tercera Princesa                | - Yadira Lozano Buenaños Señorita Chocó            |

## Candidatas
Trece candidatas participaron en la versión 2004 del Reinado Nacional del Café.
| Candidata                     | Nombre                             |
| ----------------------------- | ---------------------------------- |
| Señorita Antioquia            | Karina Carvalho Bedoya             |
| Señorita Atlántico            | Alexis Polo Muñoz                  |
| Señorita Barranquilla         | Dayana Margarita Cantillo Quintana |
| Señorita Caldas               | Milena López Cardona               |
| Señorita Cartagena, D.T. y C. | Julieth Paola Caravallo            |
| Señorita Chocó                | Yadira Lozano Buenaños             |
| Señorita Cundinamarca         | Pilar Andrea Bustos Gaitán         |
| Señorita Magdalena            | Jenny Soreli Gómez                 |
| Señorita Meta                 | July Yised Murcia Londoño          |
| Señorita Quindío              | Jenny Carolina Bernal Amorocho     |
| Señorita Santa Marta          | Katherine Lapeira Pabón            |
| Señorita Santander            | Diana Paola Camacho Díaz           |
| Señorita Tolima               | Lorena Karina Poveda Martínez      |